# Erecabia
Erecabia is een geslacht van hooiwagens uit de familie Assamiidae.
De wetenschappelijke naam Erecabia is voor het eerst geldig gepubliceerd door Roewer in 1940. 

## Soorten
Erecabia omvat de volgende 2 soorten:
- Erecabia hartmanni
- Erecabia pluridens